# Aromobates serranus
Espèce
Synonymes
- Colostethus serranus Péfaur, 1985
- Nephelobates serranus (Pefaur, 1985)

Statut de conservation UICN

 EN B1ab(ii,iii)+2ab(ii,iii) : En danger
Aromobates serranus est une espèce d'amphibiens de la famille des Aromobatidae.

## Répartition
Cette espèce est endémique de l'État de Mérida au Venezuela. Elle se rencontre de 1 800 à 2 300 m d'altitude dans la cordillère de Mérida.

## Publication originale
- Péfaur, 1985 : New species of Venezuelan Colostethus (Dendrobatidae). Journal of Herpetology, vol. 19, no 3, p. 321-327.